# Ophiusa tirrhaca
Ophiusa tirrhaca là một loài bướm đêm trong họ Erebidae.